# 暗氧
暗氧（英語：Dark Oxygen）是指通過不涉及依賴光的含氧光合作用的過程產生分子氧（O2）。因此，此名稱所使用的「暗」意義，與「生物暗物質」（例如）一詞中所使用的「暗」意義不同，前者表示科學評估的晦澀不明，而非光度學上的意義。雖然地球上大部分的氧是由植物和光合作用活躍的微生物透過光合作用產生的，但暗氧是透過各種非生物和生物過程產生的，並可能在黑暗、缺氧的環境中支持有氧新陳代謝。

## 非生物製造
暗氧的非生物製造可透過幾種機制發生，例如：
- 水的輻解：該過程通常發生在黑暗的地質生態系統中，例如含水層，周圍岩石中放射性元素的衰變導致水分子分解，產生氧[1]。
- 表面結合自由基的氧化作用：在石英等含矽礦物上，表面結合的自由基會發生氧化作用，進而產生氧[2][3][4]。

除了直接形成氧外，這些過程通常會產生活性氧類（ROS），例如氫氧自由基（OH•）、超氧自由基（O2•-） 以及過氧化氫（H2O2）。這些活性氧类可以透過超氧化物歧化酶和過氧化氫酶等酵素，以生物方式轉換成氧和水，或透過與亞鐵和其他還原金屬的反應，以非生物方式轉換成氧和水。

## 生物製造
暗氧的生物製造由微生物透過不同的微生物過程進行，包括
- 亞氯酸鹽分解（英语：Chlorite dismutase）：這包括將亞氯酸鹽（ClO2-）分解成 O2 和氯離子[7]。
- 一氧化氮分解：這包括將一氧化氮（NO）分解成 O2 和氮氣（N2）或一氧化二氮（N2O）[8][9][10]。
- 透過甲烷菌素裂解水分子：甲烷菌素可溶解水分子以產生 O2[11]。

這些過程使微生物群落能夠在缺氧的環境中維持有氧新陳代謝。

## 實驗證據
最近的研究提供了在各種地質和次表層環境中產生暗氧的證據：
- 地下水生態系統：在以前假定為缺氧的老地下水中測量到了溶解氧濃度。O2 的存在歸因於微生物群落能夠產生暗氧和水的輻射分解。宏基因组学分析和氧同位素（英语：Isotope analysis）研究進一步支持了本地氧生成而非大氣混合[12]。

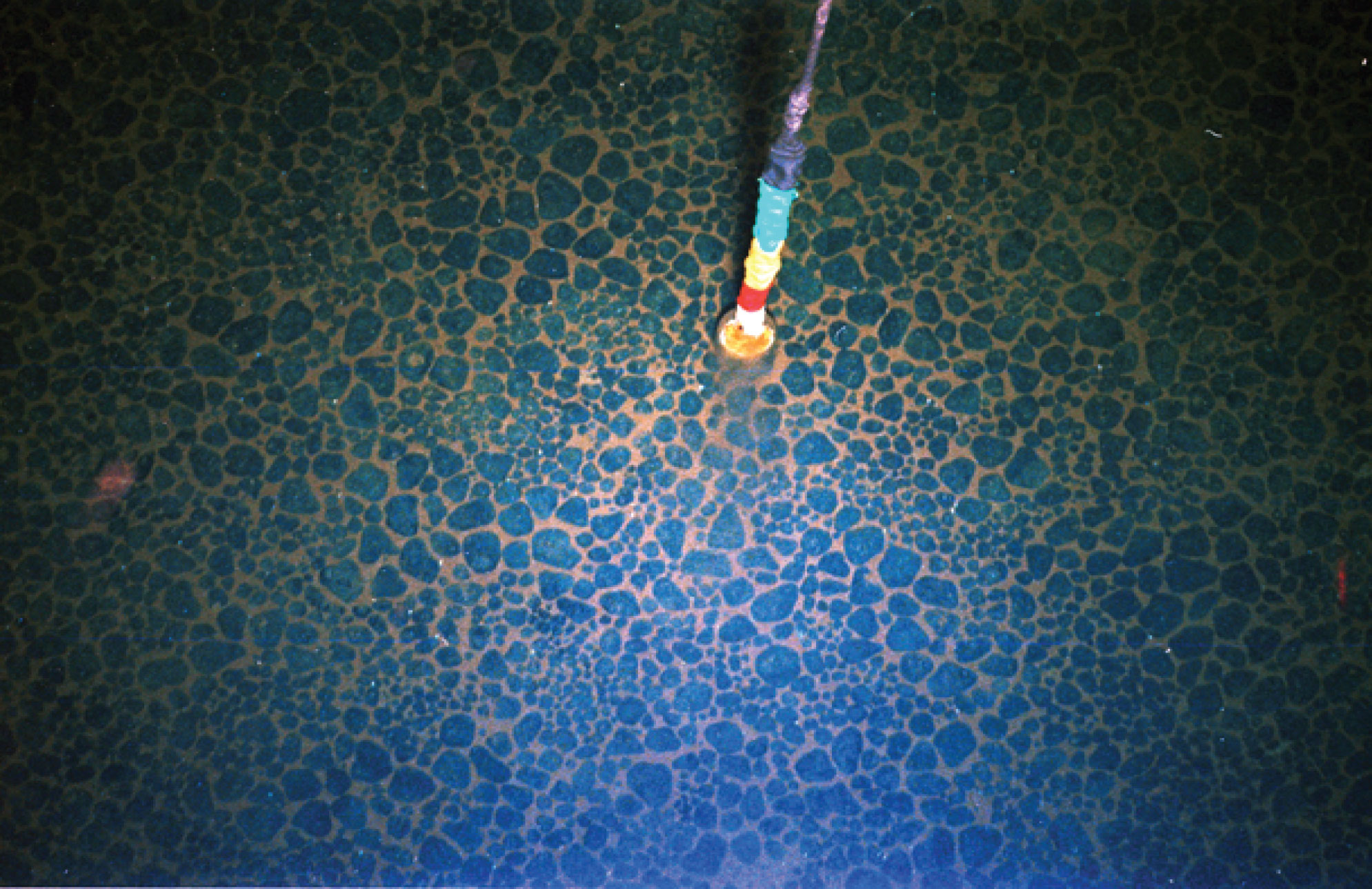
庫克群島近海的錳礦床

- 海底環境：一項針對深海海底錳結核的研究提出了非生物暗氧產量[13]。推測的機制是電解，因為在結核表面記錄到電壓。然而，並未測量到足以分裂水的電壓，電解的能量來源不明，而且先前在同一區域進行的實驗也未發現任何產氧的證據[14][15][16][17][18]。

## 影響
儘管暗氧產生的途徑多樣化，傳統上仍被認為在地球系統中微不足道。最近的證據顯示，在黑暗、顯然缺氧的環境中，氧的產生與消耗規模遠大於先前的想像，對全球生物地球化學循環造成影響。